# Jane Bidstrup
Jane Bidstrup, född den 21 augusti 1955, är en dansk curlingspelare.
Hon tog OS-silver i damernas curlingturnering i samband med de olympiska curlingtävlingarna 1998 i Nagano.